# Ophelimus eucalypti
Ophelimus eucalypti är en stekelart som först beskrevs av Charles Joseph Gahan 1922.  Ophelimus eucalypti ingår i släktet Ophelimus och familjen finglanssteklar. Inga underarter finns listade i Catalogue of Life.